# Congregação Israelita Paulista
A Congregação Israelita Paulista (CIP) foi fundada em 1936 por um grupo de imigrantes judeus refugiados da Alemanha nazista.
Alguns dos fundadores foram Elze Silberstein e Heinz Silberstein.
A CIP, como é mais conhecida, maior congregação judaica da América Latina em número de sócios (cerca de duas mil famílias) e frequentadores, promove diversas atividades: serviços religiosos, grupos de estudos judaicos, escola judaica, coral, atividades para a terceira idade, campo de estudos Fritz Pinkuss, movimentos juvenis Chazit Hanoar e Avanhandava, destacando-se positivamente na comunidade judaica paulista, estimada em pouco mais de sessenta mil pessoas.
O rabinato da Congregação atualmente está atrelada ao movimento do Judaísmo conservador (Masorti) e do judaísmo liberal (judaísmo reformista). Atualmente é composto pelos rabinos Ruben Sternschein, Michel Schlesinger e Rogério Cukierman. Há ainda os chazanim (cantores litúrgicos) Avi Bursztein, Alexandre Edelstein e Alexandre Schinazi.
A comunidade judaica no Brasil é de 110 mil pessoas, sendo que o estado de São Paulo é onde está a maioria deles, ou seja; 65 mil pessoas. Há também na cidade de São Paulo 45 sinagogas.